# Tibet sinds 1950

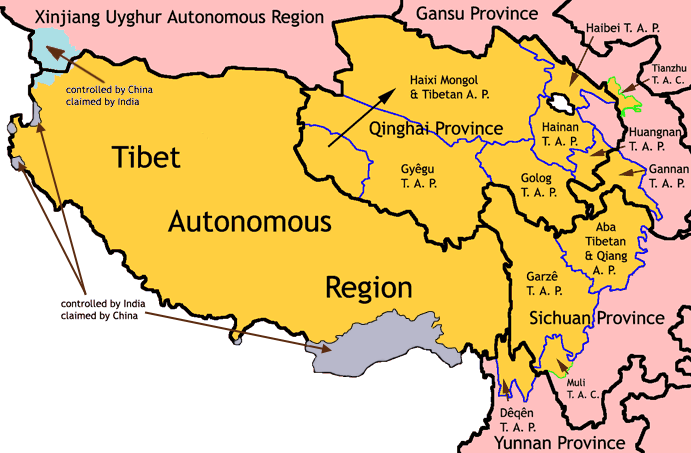
Opdeling van Tibet in de Volksrepubliek China sinds 1965

De periode van Tibet sinds 1950 werd ingeluid met de invasie van Tibet door het Volksbevrijdingsleger in 1950-51. Nadat de veertiende dalai lama Tenzin Gyatso tijdens de opstand in Tibet van 1959 vluchtte naar India, nam de Volksrepubliek China onder leiding van Mao Zedong het bestuur over.

## Geschiedenis

### Voorgeschiedenis

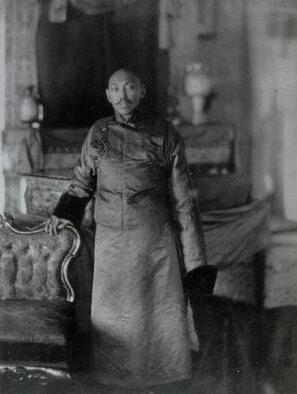
De dertiende dalai lama Thubten Gyatso, regering van 1895 tot 1933

Tot de 20e eeuw werd Tibet bestuurd door de regering van Tibet binnen een suzerein kader met China. Aan het hoofd van de regering stond soms een dalai lama of regent in Tibet, waar een of twee ambans naast geplaatst waren door de Chinese regering in Peking. Na een relatief autonome 19e eeuw, maakten keizer Guangxu en keizersweduwe Cixi in de jaren 1900 hernieuwde aanspraken op Tibet die van korte duur was.
Begin jaren 10 kwam er met de Xinhai-revolutie een eind aan het Chinees Keizerrijk. Parallel brak er opstand in Tibet uit die de dertiende dalai lama Thubten Gyatso aangreep om in 1912 de onafhankelijkheid uit te roepen en deze in 1913 te bevestigen door met Buiten-Mongolië het Verdrag van Urga te ondertekenen.
Tibet is door de eeuwen heen een afgesloten land geweest, dat een eigen cultuur wist op te bouwen en behouden. Deze cultuur werd grotendeels gedomineerd door geestelijkheid van het Tibetaans boeddhisme, die in toenemende mate in de 18e en vooral de 19e eeuw niets moest hebben van buitenlandse invloeden en moderniteit. De dertiende dalai lama, die regeerde van 1895 tot 1933, wist in zeer beperkte mate het land te moderniseren, met de invoering van Tibetaanse valuta, Tibetaanse posterijen en de aanleg van wegen en een elektriciteitscentrale.
China had tevergeefs verschillende pogingen gedaan om Tibet binnen zijn heerschappij terug te winnen. In de jaren 30 leidden tegenaanvallen zelfs tot terreinwinst voor het Tibetaans leger tot aan Dajianlu en Dergé. Niettemin stuitte hij op veel tegenwerking van de machtige geestelijkheid in grote kloosters, zoals Sera, Ganden en Drepung, waardoor er tot 1950 nog weinig te merken was van een industriële revolutie.

### Invasie van 1950-51 en de jaren erna
Op 7 oktober 1950 trok het Volksbevrijdingsleger Tibet binnen en versloeg het inmiddels zeer verzwakte Tibetaans leger.
De Tibetaanse regering in ballingschap, het Amerikaans Congres, militaire analisten waaronder Jane's Defence en een groot aantal niet-gouvernementele organisaties zien deze operatie als een invasie. De Chinese regering en leiders in de Tibetaanse Autonome Regio karakteriseren de operatie als een vredevolle bevrijding van de Tibetanen van een feodaal systeem van lijfeigenschap.
De dalai lama vluchtte aanvankelijk naar het klooster Dungkhar in de Chumbi-vallei, dicht bij de grens van Sikkim. Hij keerde naar Lhasa terug nadat aan zijn afgezanten in Peking het omvangrijke 17 puntenakkoord was opgelegd. Deze nieuwe grondwet verving het verdrag dat in 821 tussen China en Tibet was gesloten en dat in een zuil in Lhasa was gegraveerd en meer dan 1100 jaar de betrekkingen tussen beide landen had geregeld.
In 1954 raakte de dalai lama tijdens een bezoek aan Peking onder de indruk van Mao Zedong, maar zijn enthousiasme verflauwde toen Mao religie opium van het volk noemde. Ondanks Mao's toezegging het 17 puntenakkoord niet direct te zullen gaan toepassen, kwam Tibet in de wurggreep van Chinese autoriteiten en militairen. Er werden bijna niet op te brengen heffingen opgelegd en monniken, nonnen en nomaden werden verplicht nutteloze taken uit te voeren.

### Tibetaans verzet

Het dotoe-vaandel
symbool van Chushi Gangdruk

Toen de Chinese autoriteiten de nomaden ontwapenden, kwam het in 1956 tot een opstand. In april 1958 voerde de Chinese politie een operatie uit tegen de reactionairen. Dit had tot gevolg dat duizenden jongeren de stad verlieten en zich bij de vrijheidsstrijders aansloten, zoals de Chushi Gangdruk. Twee broers van Tenzin Gyatso, Thubten Jigme Norbu en Gyalo Döndrub, hadden contact met veiligheidsdiensten van de Verenigde Staten - waaronder de inlichtingendienst CIA - die met hulpgoederen en wapens steun leverden aan verschillende verzetsbewegingen en hen trainde in Camp Hale in Colorado. In de provincies Kham en Amdo steeg het aantal aanslagen op de Chinese bewindvoerders, maar ook in de buurt van Lhasa vielen Tibetaanse rebellen Chinese militaire posten aan. De situatie was in die tijd zo bedreigend, dat een bezoek van de Indiase premier Nehru werd afgeblazen.
Volgens Gyalo Döndrub zelf, heeft hij nooit gevraagd om assistentie van de CIA, maar om politieke hulp. Hij wilde de situatie in Tibet publiekelijk maken en de Amerikanen beloofden te helpen om van Tibet een onafhankelijk land te maken. Naar zijn mening zijn deze beloften gebroken en was het de Amerikanen alleen te doen om China problemen te leveren. De Verenigde Staten hadden geen ver-reikend beleid uitgezet voor Tibet. De steun die de CIA bood, werkte volgens hem averechts. De effecten ervan provoceerden de Chinezen die erop reageerden met represailles. De verzetsbeweging doofde in de jaren 70 langzaam uit.

### Opstand van 1959 en de jaren erna

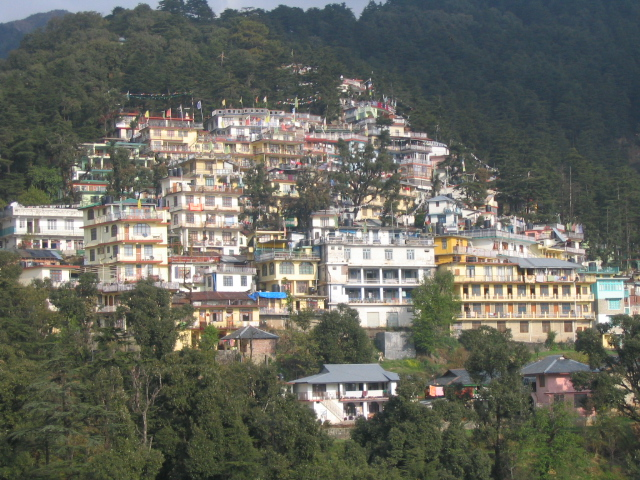
Hill station McLeod Ganj, sinds 1960 de woonplaats voor Tenzin Gyatso en veel andere ballingen

Op 1 maart 1959 werd de dalai lama uitgenodigd voor een theatervoorstelling en thee op het Chinese militaire hoofdkwartier buiten Lhasa. Dit was een bijzondere uitnodiging, aangezien ze niet verliep via de kashag, zoals gebruikelijk was geweest. Daarnaast werd het evenement niet op het paleis gehouden, maar op het militaire hoofdkwartier. De dalai lama studeerde tegen die tijd voor zijn master in metafysica en stelde de ontmoeting uit, maar werd opnieuw uitgenodigd om op 10 maart te komen. Het bericht van de uitnodiging bereikte Tibetanen in Lhasa, wat bij hen de angst ontketende dat er Chinese plannen lagen voor de ontvoering van de dalai lama. Op 10 maart omsingelden duizenden Tibetanen het paleis van de dalai lama om hem te beschermen.
Op aanraden van het Tibetaans staatsorakel vluchtte de dalai lama naar Mussoorie in India. De Indiase regering onder leiding van premier Jawaharlal Nehru besloot daarna de dalai lama en zijn gevolg asiel te verlenen, waarna die zijn hoofdkwartier vestigde in McLeod Ganj. Vanuit ballingschap in McLeod Ganj ondernam de dalai lama verschillende pogingen om de Verenigde Naties ertoe te bewegen Tibet weer onder Tibetaans bestuur te brengen. Resolutie 1353 kreeg in 1959 een meerderheid van de algemene vergadering, evenals Resolutie 1723 in 1961 en Resolutie 2079 in 1965; de laatste kreeg ditmaal wel de steun van India. Niettemin leidde dit niet tot een verandering van de situatie in Tibet.
In Tibet werd het Chinese militaire apparaat in korte tijd uitgebouwd tot 160.000 manschappen. De tiende pänchen lama, Chökyi Gyaltsen werd na een kritische toespraak in 1962 in een heropvoedingsprogramma ondergebracht, een vonnis dat in 1977 werd veranderd in een huisarrest in Peking, waaruit hij in 1982 werd vrijgelaten.

### Culturele Revolutie van 1966 tot 1976

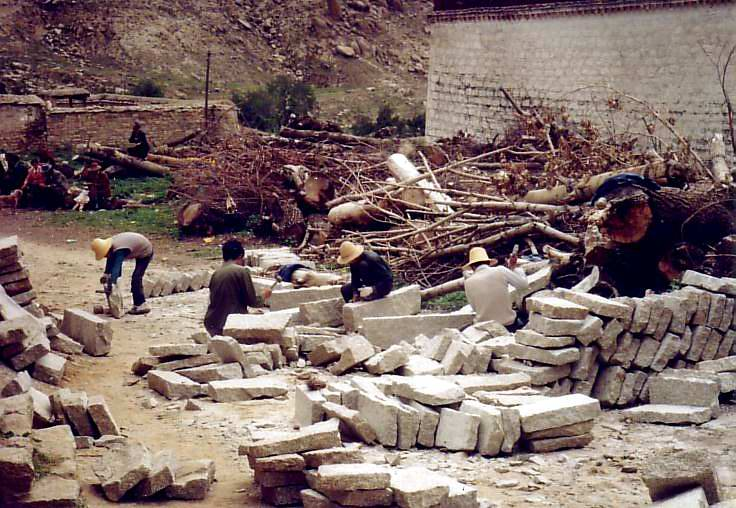
Herstelwerkzaamheden aan het klooster Drepung

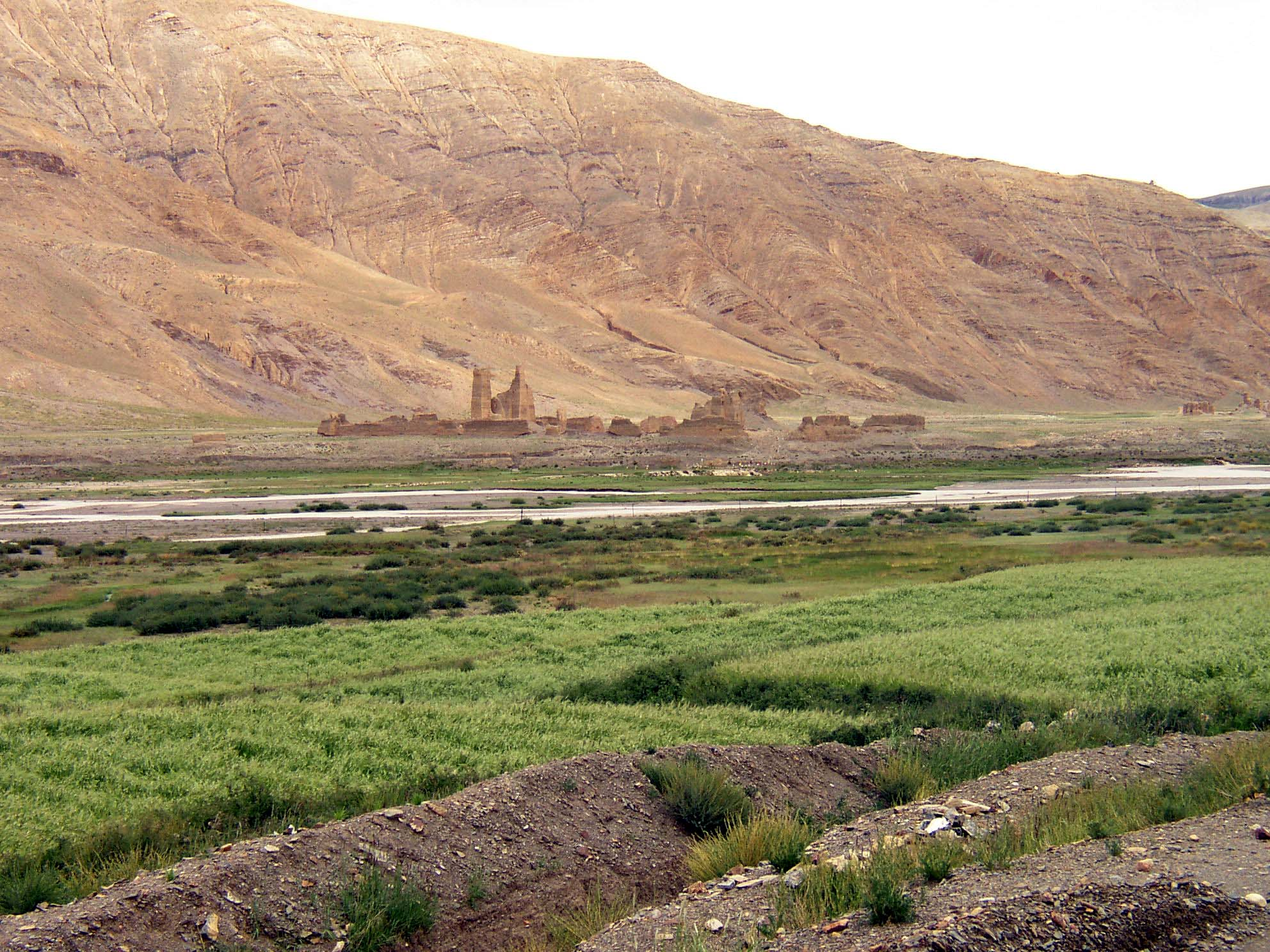
Verwoest Tibetaans klooster

Meteen na de machtsovername in 1949 was Mao Zedong in China al begonnen de zichtbare tekenen van China's oude beschaving af te breken zoals herdenkingsbogen, stadsmuren en poorten en verbood alle klassieke literatuur en de traditionele Chinese opera, dat was in tegenstelling tot het Westen een soort volksvermaak. Eind 1963 moesten andere kunstvormen het ontgelden, zoals muziek, dans, film en beeldende kunst, die hij feodaal, kapitalistisch en vunzig noemde.
Vooral de afkeer van Mao tegen religie leidde tot een gewelddadige orgie tegen het boeddhisme die Tibet en de rest van China verscheurde. Duizenden Tibetaanse kloosters werden door Chinese soldaten aangevallen, geplunderd en vernietigd. De centrale Chinese regering ontwikkelde de verbouwvisie van tarwe en rijst in plaats van gerst, wat vanwege het Tibetaanse klimaat mislukte en uitliep op hongersnoden. Eeuwenoude boeddhistische geschriften werden verbrand of als toiletpapier gebruikt. Het grootste deel van het culturele erfgoed ging verloren.

### Ontspanning van de jaren zeventig en tachtig

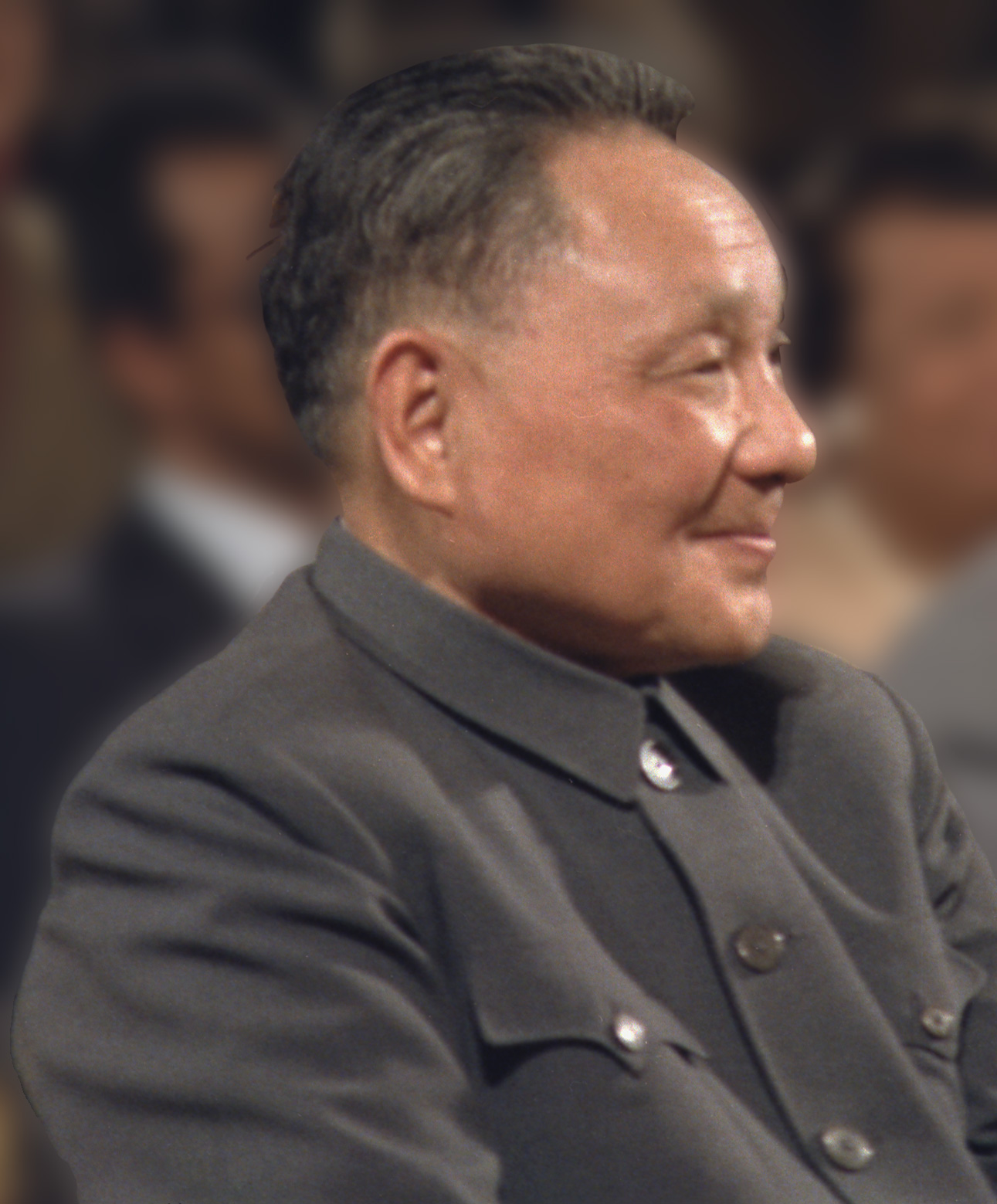
Deng Xiaoping

Na de dood van Mao in 1976 kwam Deng Xiaoping aan de macht en kwamen er berichten van ontspanning uit China. Na een heropvoedingsprogramma van veertien jaar kwam de pänchen lama weer vrij. Hij verklaarde ditmaal dat de levensstandaard van de Tibetanen met een veelvoud was verbeterd ten opzichte van de periode voor de Chinese bezetting. De dalai lama was van deze uitspraken onder de indruk en vroeg China de Tibetanen in ballingschap in de gelegenheid te stellen familie in Tibet te bezoeken. Peking gaf gehoor aan zijn verzoek en verschillende delegaties gingen op zijn verzoek naar Tibet, waaronder op 2 augustus 1979 een delegatie van vijf Tibetanen onder leiding van zijn broer Gyalo Döndrub en een delegatie begin april 1982 met minister Juchen Thubten Namgyal en parlementsvoorzitter Lodi Gyari. De bezoeken hadden veel weg van vreugdefeesten en de bevolking voelde het als een begin van het einde van de bezetting.
De dalai lama reisde in 1979, 1981 en 1984 naar de Verenigde Staten, drie reizen die niet zonder gevolg bleven. In juli 1985 stuurden 91 Amerikaanse Congresleden een brief aan de Chinese president Li Xiannian, waarin ze hem opriepen volledige en passende aandacht te schenken aan het zeer verstandige en gerechtigde streven van Zijne Heiligheid, de Dalai Lama. Op 21 september 1985 gaf de dalai lama in het Capitool een verklaring af die sindsdien door het leven gaat als een vredesplan en een 5 puntenvoorstel:
1. De verandering van Tibet, inclusief de regio's Amdo en Kham, in een vredeszone;
2. Het afzien van de verhuizingspolitiek van Chinese staatsburgers uit andere delen van China naar Tibet;
3. Het respecteren van de grondrechten en democratische vrijheid van het Tibetaanse volk;
4. Het herstel en bescherming van het milieu en een stop aan de exploitatie en de opslag van nucleair afval;
5. De start van werkelijke onderhandelingen over de toekomstige status van Tibet.[8]

### Opstanden van 1987 tot 1993

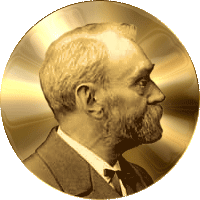
Nobelprijs voor de Vrede in 1989 voor Tenzin Gyatso

In Lhasa bezielde het streven van de dalai lama de vrijheidsdroom. De autoriteiten in Peking spraken echter van separatisme en verwierpen de oproep tot dialoog. Zijn woorden wakkerden een storm aan die uitmondde in meerdere jaren van opstand in Tibet tussen 1987 en 1993. Veel landen maanden China in deze jaren aan onderhandelingen op te nemen, waaronder het Europees Parlement in Straatsburg in juni 1988, nadat de dalai lama daar zijn vredesvoorstellen had gepresenteerd. Peking bekritiseerde Europa hevig, maar stelde wel een ontmoeting voor tussen beide partijen in Genève. Op 28 januari 1989 overleed de inmiddels weer mondigere pänchen lama volgens de officiële lezing aan een hartstilstand. Enkele dagen ervoor had hij een rede gehouden over de talrijke fouten die de Chinese autoriteiten hadden begaan in Tibet. De in twijfel getrokken doodsoorzaak mondde uit in een climax van de rellen in de eerste helft van 1989 die het Chinese bestuur onverbiddelijk neersloeg met veel doden tot gevolg. In juni 1989 volgde in Peking zelf het Tiananmenprotest. Toen de regering ook dit protest bloedig neersloeg, kwam er een einde aan de opening die er was ontstaan voor meer vrijheid in Tibet. In 1989 ontving de dalai lama de Nobelprijs voor de Vrede voor zijn streven naar vrijheid voor de Tibetanen, omdat hij altijd was blijven pleiten voor strikte geweldloosheid. '

### Opstand van 2008

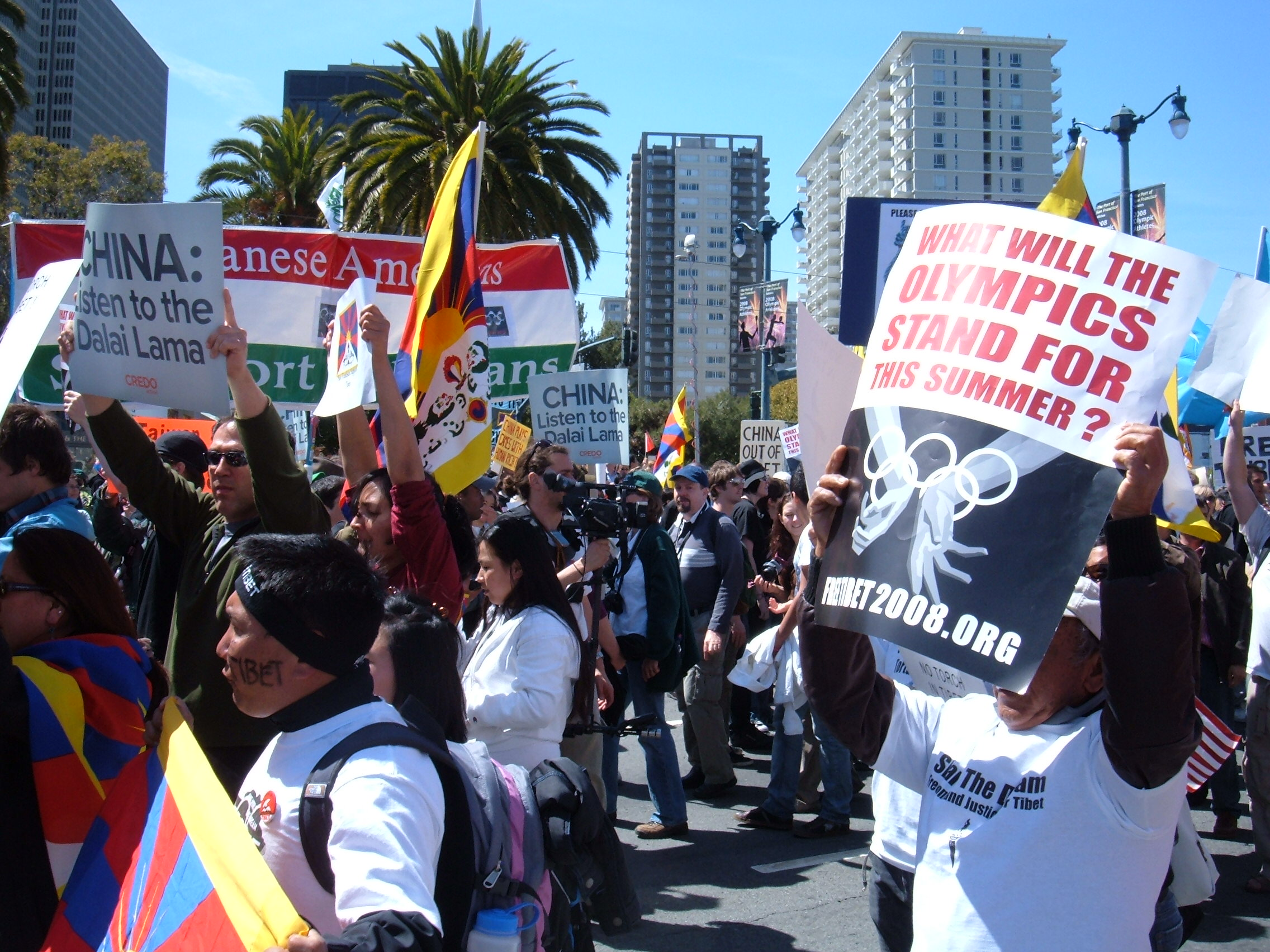
Fakkeltocht door San Francisco

In de loop van de jaren 90 werd een groot aantal Tibetaanse organisaties in ballingschap opgericht in alle uithoeken van de wereld. Deze organisaties verspreiden enerzijds het Tibetaans boeddhisme over de wereld, maar zorgen er eveneens voor dat via allerlei wegen de Tibetaanse kwestie op de agenda's van regeringen werd gezet.
In de jaren 2000 bereidde China zich voor op de Olympische Zomerspelen van 8 tot en met 24 augustus 2008 en wilde met dit evenement tonen dat het een land was dat meetelde in de wereld. De Tibet-organisaties werkten eveneens naar het evenement toe, echter met het doel zo veel mogelijk media-aandacht te genereren voor de mensenrechten in Tibet en de status van het gebied.
Op 10 maart, door Tibetaanse ballingen uitgeroepen tot de Dag van de Tibetaanse Opstand en later in 2009 door de Chinese autoriteiten uitgeroepen tot de Dag van de Tibetaanse Slavenemancipatie, begonnen ongeregeldheden in Lhasa die uitmondden in maanden van opstand in Tibet. Daarnaast werd de olympische fakkeltocht van dat jaar in verschillende landen hevig verstoord en in sommige gevallen gedoofd.

### Zelfverbrandingen sinds 2009
De protesten in 2008 stonden aan de basis van een nieuwe vorm van protest door Tibetanen, namelijk door middel van zelfverbranding. Voor het eerste, vooralsnog eenmalige keer gebeurde dit op 27 februari 2009, toen de 25-jarige monnik Tenpey uit het Kirtiklooster zich in Ngaba (provincie Sichuan) in brand stak, uit protest tegen de onophoudelijke verslechtering van de omstandigheden. De zelfverbranding gebeurde enkele weken voorafgaand aan de herdenking van de vlucht van de veertiende dalai lama naar India - zie Opstand in Tibet (1959) - toen het de 600 monniken van het Kirtiklooster door de officiële instanties werd verboden de gebruikelijke jaarlijkse festiviteiten rondom Mönlam te vieren.
Na een tweede zelfverbranding in 2011 volgde een golf van zelfverbrandingen door Tibetanen. Sindsdien hebben er inmiddels tientallen zelfverbrandingen plaatsgevonden in vrijwel alleen de Tibetaanse regio's van Sichuan, Gansu en Qinghai, dus buiten de officiële provincie Tibet zelf.

## Staatkundige opdeling
Buiten de Volksrepubliek China worden cultureel ook gebieden als Ladakh en Sikkim in India, Bhutan en sommige delen van Nepal tot de Tibetaanse regio gerekend. In de geschiedenis van Tibet was Ladakh het enige gebied dat tot Tibet heeft behoord. Het werd verloren aan Brits-Indië tijdens de Britse Veldtocht in Tibet van 1903 tot 1904 en ging met de onafhankelijkheid in 1947 op in de nieuwgevormde staat India.

### Tibetaanse gebieden in China

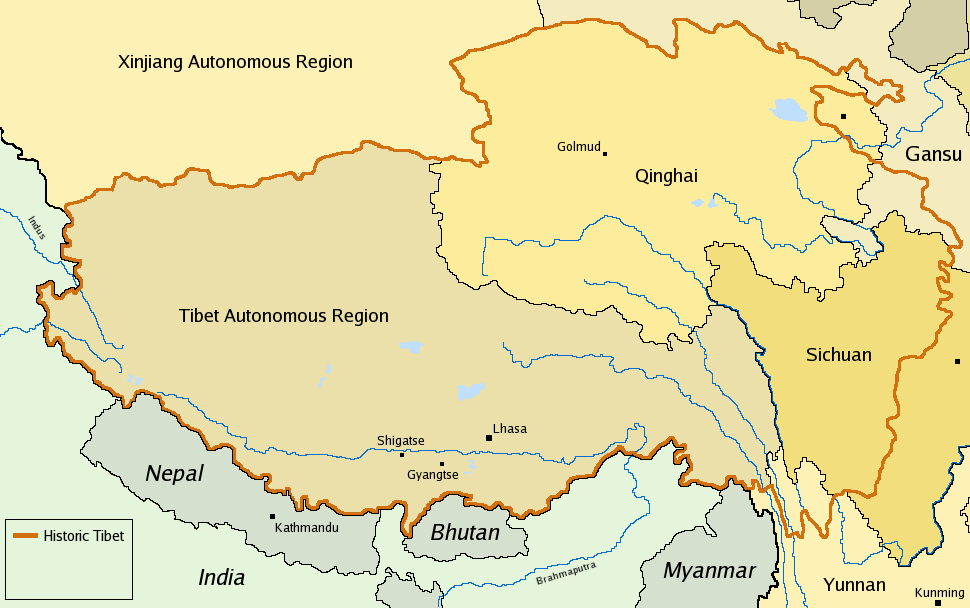
De oranje lijn is de grens van het historische Tibet binnen de grenzen van de Volksrepubliek China. Etnisch is hier het merendeel Tibetaan

In 1965 werden de Tibetaanse provincies U-Tsang, Kham en Amdo heringedeeld in de nieuwgevormde Tibetaanse Autonome Regio en de provincie Qinghai; enkele andere stukken werden bij de provincies Yunnan en Sichuan gevoegd.
Qinghai kent alleen autonome Tibetaanse prefecturen, in Yunnan is gekozen voor de Autonome Tibetaanse Prefectuur Dêqên, in Sichuan voor de Autonome Tibetaanse & Qiang prefectuur Ngawa en de Autonome Tibetaanse Prefectuur Garzê en in Gansu voor de Autonome Tibetaanse Prefectuur Gannan.
De regering van Tibet wordt gevormd door regionale afdelingen van de Communistische Partij van China. De eerste Tibetaanse parlementsvoorzitter van de Tibetaanse Autonome Regio was Ngabo Ngawang Jigme. Hij volgde de tiende pänchen lama Chökyi Gyaltsen op in 1964. De parlementsvoorzitter van 2003 tot 2008 was Jampa Püntsog.

### Tibetaans ballingschap
Sinds 1950 vluchtten rond 85.000 Tibetanen naar het buitenland. Velen bezweken aan verwondingen en barre weersomstandigheden tijdens de vlucht die meestal liep via het Himalaya-gebergte. Vervolgens werd bij aankomst het hoogteverschil, de verandering in klimaat en het verschil in voedsel veel vluchtelingen fataal, onder wie voornamelijk kinderen. De Tibetaanse ballingsoorden groeiden na verschillende generaties uit en er ontstonden op verschillende plaatsen in voornamelijk India en Nepal stadsdelen of steden die bevolkt worden door nagenoeg alleen nazaten of nieuwe vluchtelingen. Ze bouwden hier een religieus en cultureel leven op, met nieuwe vestigingen van de grote kloosters in Tibet, scholen en instituten.
In 1990 droeg de veertiende dalai lama Tenzin Gyatso formeel de regering over aan de Tibetaanse regering in ballingschap en in 2000 werden voor het eerst democratische verkiezingen gehouden, waardoor leden van onder meer het Tibetaans parlement in ballingschap rechtstreeks door de Tibetanen over de gehele wereld werden gekozen. Niettemin is het statuur van de dalai lama dusdanig, dat hij door veel Tibetanen en de Chinese regering wordt gezien als de belangrijkste leider in ballingschap.

## Sinificatie van Tibet
In de loop van de decennia is Tibet om verschillende redenen verschineesd. Allereerst heeft de Culturele Revolutie een groot deel van het Tibetaanse culturele erfgoed vernietigd en werden Tibetanen gedwongen de Chinese taal te spreken en zich te onthouden van religieuze praktijken. Het verbod op het Tibetaans bleek onmogelijk door te voeren en na het einde van de Culturele Revolutie werd dit verbod weer teruggedraaid.
De centrale regering van de Volksrepubliek China voert een actief migratiebeleid van Chinezen naar Tibet, waarbij mensen gelokt worden door aantrekkelijke bonussen en gunstige levensomstandigheden. Sinds het eind van de jaren 90 wonen er inmiddels meer Chinezen dan Tibetanen.
Daarnaast werd in 2006 de Peking-Lhasa-spoorlijn geopend. De regering in Peking bestempelde het project als een zegen, omdat het toerisme in Tibet banen en geld binnen zou brengen en stelde de Tibetanen verlagingen van de voedselprijzen in het vooruitzicht. Tibet werd nog toegankelijker voor miljoenen toeristen en Lhasa is inmiddels uitgegroeid tot een metropool met bordelen, karaokebars, nachtclubs en winkelcentra, inclusief de westerse reclame-uitingen zoals hoog opgestapelde blikken Budweiser. De heilige stad werd bereikbaar voor arbeidsmigranten, Tibetanen vanuit andere delen van Tibet en veel Han-Chinezen die aangetrokken werden door de arbeidsmarkt. Lhasa telde 5000 inwoners in 1959 en volgens de planning moet het inwonertal anno 2015 gegroeid zijn naar een stad met 400.000 inwoners

## Mensenrechten in Tibet
De situatie van de mensenrechten in Tibet was in de eerste decennia na de overname van het bestuur door China repressief en tijdens de Culturele Revolutie zeer destructief. De Tibetaanse regering in ballingschap noemt een erg hoog aantal doden, dat sinds de invasie van Tibet in 1950-1951 zou zijn gevallen als gevolg van hongersnood en geweld door de Chinese autoriteiten, van 1,2 miljoen. Patrick French en Warren W. Smith berekenden dit aantal opnieuw en kwamen tot een voorzichtige schatting dat het ca. 400.000 Tibetaanse slachtoffers moeten zijn geweest.

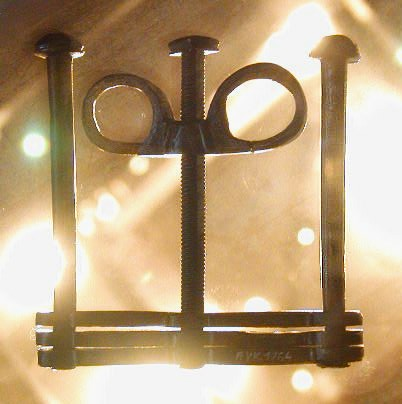
Europese duimschroef

In China wordt aan het begin van de 21e eeuw nog steeds gemarteld in gevangenissen. De meest voorkomende martelmethoden zijn misbruik van handboeien, voetboeien en duimschroeven; het toedienen van elektriciteit met een stroomstootwapen; ophanging aan op de rug vastgebonden handen in combinatie met voetverbranding door kolen of chilipoeder onder de voeten aan te steken; blootstelling aan extreme koude of warme temperaturen; zwaar lichamelijke dwangarbeid; inzet van vechthonden; seksuele dwang; opsluiting in een isoleercel; het tonen van video's van foltering van andere gevangenen; urineren in de mond; gedwongen afname van bloed en ander lichaamsvocht; afranseling; en andere marteltechnieken.
Op 8 maart 2006 werd een rapport uitgebracht door het Bureau of Democracy, Human Rights, and Labor Affairs dat deel uitmaakt van het Amerikaanse ministerie van Buitenlandse Zaken en waarin de mensenrechtensituatie van dat moment werd beschreven. Het rapport schrijft onder meer over beroving van het leven, marteling, omstandigheden in de gevangenissen, willekeurige gevangenneming, politieke gevangenen, recht op een eerlijk proces, godsdienstvrijheid, vrijheid om te reizen, etnische minderheden in China en de bescherming van cultureel erfgoed.

## Milieuverontreiniging
Begin jaren 60 begon China op een destijds strikt geheime locatie op het Tibetaans Hoogland met de ontwikkeling van kernwapens, waarbij een milieuvervuiling ontstond en de gezondheid van Tibetaanse dwangarbeiders in gevaar kwam. Ook zou China andere landen hebben aangeboden in ruil voor financiële compensatie kernafval op te slaan in Tibet. Een andere bedreiging vormen de uraniummijnen in het gebied.